# Клизовский, Александр Иванович
Александр Иванович Клизовский (2 января 1874, Сувалки, Царство Польское — 29 апреля 1942, Петропавловск, Казахстан) — писатель, популяризатор Теософии и Учения Живой Этики.

## Биография
Родился 2 января 1874 года в городе Сувалки (Польша). Родители из крестьян Гродненской губернии. Отец служил при Николае I в 14-м уланском полку штабным трубачом.
Учился в сувалкской гимназии. В 1891 году поступил на военную службу в 19-й стрелковый полк.
В 1893 году поступил в военное училище в г. Вильно, которое окончил в 1895 году. Вышел в полк, стоявший в Риге, где служил до начала мировой войны. За это время дослужился до чина капитана.
В 1906 году во время происходившего в Латвии революционного движения, отправился в г. Вильно, чтобы окончить академию генерального штаба. Из-за разногласий с начальством, закончить академию не удалось.
Служил в Красной армии в течение трех месяцев на курсах всеобщего военного обучения в Киеве как военный руководитель. Вскоре курсы были расформированы.
Пробыл в Киевском караульном батальоне около двух месяцев и перешел на службу в г. Черкассы на должность помощника командира государственной стражи. Здесь прослужил тоже около 2-х месяцев. По эвакуации из Черкасс и по приезде в Одессу служил в караульном батальоне.
В самом начале мировой войны в 1914 году был ранен и взят немцами в плен. В плену пробыл 4 года и 4 месяца. По возвращении из плена вернулся в Ригу, где была оставлена квартира со всем имуществом. Все оказалось разграбленным немцами. Несколько лет занимался малярством, затем в середине двадцатых годов женился. Жил Клизовский в Пардаугаве, вместе с женой и приемной дочкой Глафирой, которую в семье называли Ирой. Супруга Клизовского, Альма Георгиевна Риббе, была родом из прибалтийских немцев.
В начале 20-х годов начал посещать кружок восточной философии В. А. Шибаева, затем группу Ф. Д. Лукина. С 14 марта 1940 избран членом правления «Латвийского общества Рериха».
В свободное время занимался изучением восточной философии и начал писать по этим вопросам книги. Первая книга — «Основы миропонимания Новой эпохи» — вышла в 1934 г., второй том — в 1936 г., третий том — в 1938 г. Также часто рисовал, любил писать монастыри и портреты людей. Картины его висели дома и в помещении рериховского общества на ул. Элизабетес, дом 33.
Сторонник идей Рерихов и Е. П. Блаватской. С 8 февраля 1934 вёл переписку с Е. И. Рерих и Н. К. Рерихом в связи с написанием им трёхтомного труда «Основы миропонимания Новой Эпохи».
После присоединения Латвии к СССР выстроенный большой дом, принадлежавший А. И. Клизовскому, советская власть «национализировала».
Вечером 23 июня 1941 г. Александр Иванович был арестован за «контрреволюционную деятельность» работниками НКГБ Латвийской ССР и отправлен по этапу в город Петропавловск. После пребывания в Рижском централе А. И. Клизовского отправили по этапу в общую тюрьму № 22 города Петропавловска в Казахстане.
20 апреля 1942 года, следователь оперуполномоченный УНКВД по Северо-Казахстанской области по фамилии Ниедрэ. завел уголовное дело № 8698, в рамках которого начались допросы. 29 апреля, Александр Иванович Клизовский был помещен в тюремную больницу, где и умер от сердечной недостаточности(сердечного приступа). Место его захоронения неизвестно.
Жене Клизовского Алме с дочерью Глафирой дали неверную информацию — будто бы его расстреляли в Рижском централе. И осенью 1944 г. на одном из последних пароходов, отходивших из гавани Андрейоста в Бреслау, отправились в добровольное изгнание, не дожидаясь прихода Советской армии. Глафира с мужем Крусом живёт в окрестностях Гамбурга, а её дочь Бригита и внучка София живут в Англии.
А. И. Клизовский реабилитирован в 1989 г. в связи с отсутствием состава преступления. В 1990 году в Риге вышло 2-е издание брошюры Клизовского «Правда о масонстве» (1-е изд. — 1934 г.).